# Дзежбентув-Малий
Дзежбентув-Малий (пол. Dzierzbiętów Mały) — село в Польщі, у гміні Ленчиця Ленчицького повіту Лодзинського воєводства.
Населення — 185 осіб (2011).
У 1975-1998 роках село належало до Плоцького воєводства.

## Демографія
Демографічна структура станом на 31 березня 2011 року:
|          | Загалом | Допрацездатний вік | Працездатний вік | Постпрацездатний вік |
| -------- | ------- | ------------------ | ---------------- | -------------------- |
| Чоловіки | 86      | 13                 | 62               | 11                   |
| Жінки    | 99      | 18                 | 52               | 29                   |
| Разом    | 185     | 31                 | 114              | 40                   |